# Narcobarbital
Narcobarbitalul este un derivat barbituric utilizat ca anestezic general de uz veterinar.